# West-Saksisch voetbalkampioenschap 1916/17
In 1916/17 werd het vijfde voetbalkampioenschap van West-Saksen gespeeld, dat georganiseerd werd door de Midden-Duitse voetbalbond. FC 02 Schedewitz werd kampioen en plaatste zich voor de Midden-Duitse eindronde. De club verloor meteen van Chemnitzer BC met 1-5.

## 1. Klasse
| Plaats | Club                    | Wed.           | W              | G              | V              | Saldo          | Ptn.           |
| ------ | ----------------------- | -------------- | -------------- | -------------- | -------------- | -------------- | -------------- |
| 1.     | FC 02 Schedewitz        | 10             | 8              | 0              | 2              | 19:07          | 16:04          |
| 2.     | FC Olympia Zwickau      | 10             | 7              | 0              | 3              | 26:11          | 14:06          |
| 3.     | SpVgg Meerane 1907      | 10             | 5              | 0              | 5              | 19:18          | 10:10          |
| 4.     | VfB Glauchau            | 10             | 5              | 0              | 5              | 09:19          | 10:10          |
| 5.     | FC Sachsen 1906 Meerane | 10             | 4              | 0              | 6              | 08:14          | 08:12          |
| 6.     | FC Sparta Altenburg     | 10             | 1              | 0              | 9              | 01:13          | 02:18          |
| 7.     | Zwickauer SC            | Teruggetrokken | Teruggetrokken | Teruggetrokken | Teruggetrokken | Teruggetrokken | Teruggetrokken |

FC Sachsen Meerane en Sparta Altenburg trokken zich in december 1916 terug omdat ze niet genoeg spelers meer hadden, resterende wedstrijden werden voor de tegenstander geteld. 
|  | Kampioen, geplaatst voor Midden-Duitse eindronde |
|  | Degradatie                                       |